# Enacrosoma decemtuberculatum
Enacrosoma decemtuberculatum is een spinnensoort in de taxonomische indeling van de wielwebspinnen (Araneidae).
Het dier behoort tot het geslacht Enacrosoma. De wetenschappelijke naam van de soort werd voor het eerst geldig gepubliceerd in 1890 door Octavius Pickard-Cambridge.